# جيمي غرين (لاعب غولف)
جيمي غرين (بالإنجليزية: Jimmy Green)‏ هو لاعب غولف أمريكي، ولد في 6 أغسطس 1969 في ميريديان في الولايات المتحدة.

## وصلات خارجية
- جيمي غرين على موقع رابطة لاعبي الغولف المحترفين (الإنجليزية)
- جيمي غرين على موقع رابطة اليابان للاعبي الغولف المحترفين (الإنجليزية)